# Chusclan
Chusclan – miejscowość i gmina we Francji, w regionie Oksytania, w departamencie Gard.
Według danych na rok 1990 gminę zamieszkiwało 941 osób, a gęstość zaludnienia wynosiła 71 osób/km² (wśród 1545 gmin Langwedocji-Roussillon Chusclan plasuje się na 359. miejscu pod względem liczby ludności, natomiast pod względem powierzchni na miejscu 593.).